# Л’Умо
Л’Умо́ (фр. L’ Houmeau) — коммуна во Франции, находится в регионе Пуату — Шаранта. Департамент коммуны — Шаранта Приморская. Входит в состав кантона Ла-Рошель 9-й кантон. Округ коммуны — Ла-Рошель.
Код INSEE коммуны — 17190.

## Население
Население коммуны на 2010 год составляло 2267 человек.
| 1962 | 1968 | 1975 | 1982 | 1990 | 1999 | 2008 | 2010 | 2013 | 2019 |
| ---- | ---- | ---- | ---- | ---- | ---- | ---- | ---- | ---- | ---- |
| 606  | 807  | 1162 | 1725 | 2486 | 2278 | 2154 | 2267 | 2864 | 2921 |